# Privatdetektiverne
|  | Denne artikel er oprettet af botten Steenthbot ud fra en ekstern database. Den kan derfor have sproglige fejl eller mangler. Denne skabelon kan fjernes efter kontrol af indholdet. |

Privatdetektiverne er en dansk kortfilm fra 2014 instrueret af Kasper Buur Nielsen efter eget manuskript.

## Handling
Carsten drømmer om at blive politibetjent. Han har søgt ind på politiskolen utallige gange, men det er aldrig lykkedes. For at bevise over for politiskolen, at de tager fejl ved ikke at vælge ham, har han startet sit eget detektivbureau.